# Verbandsgemeinde Bad Kreuznach
Verbandsgemeinde Bad Kreuznach é uma associação municipal do estado da Renânia-Palatinado.